# La perturbación psicógena de la visión según el psicoanálisis

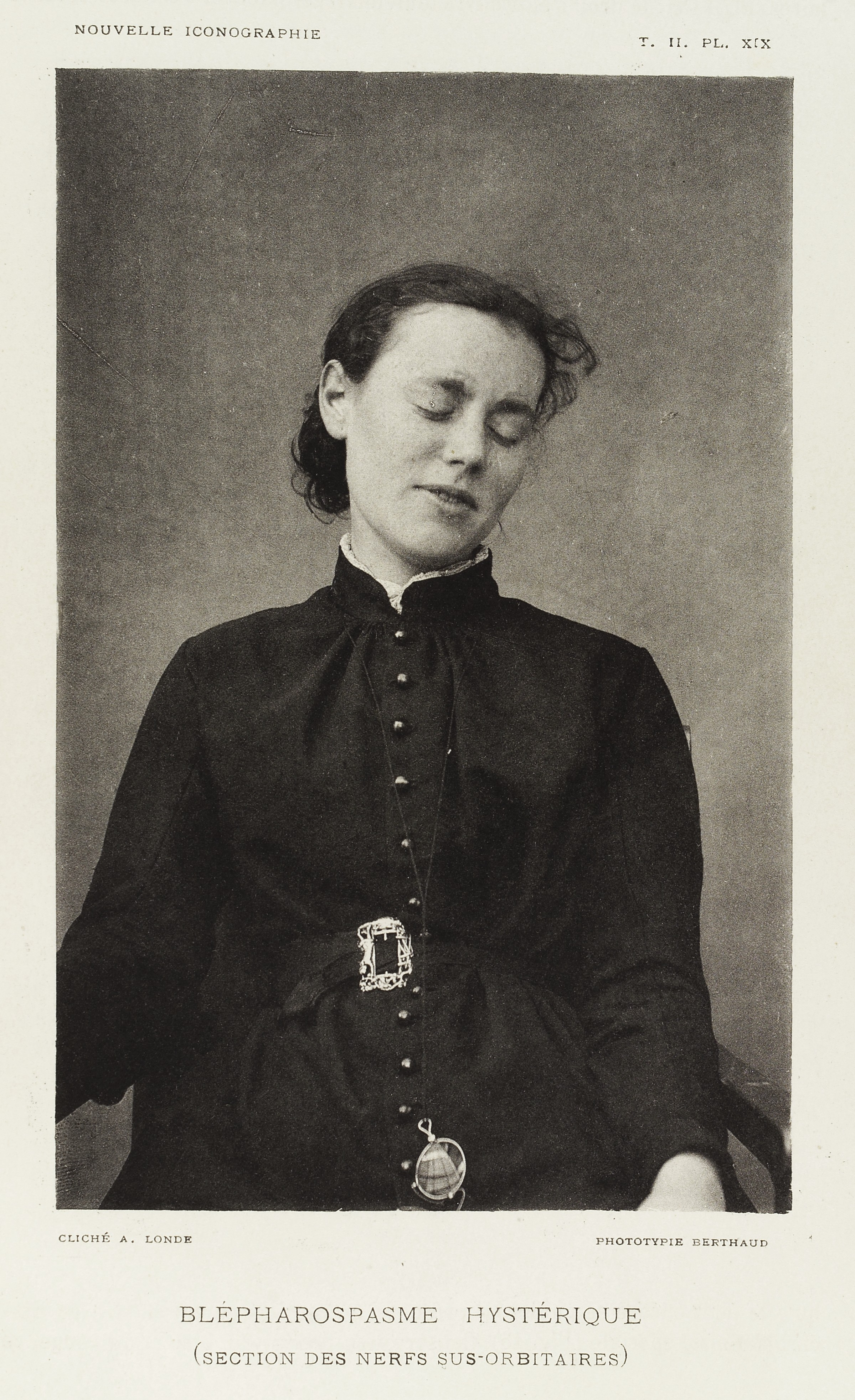
Paciente con ceguera histérica del Hospital Salpêtrière

La perturbación psicógena de la visión según el psicoanálisis (en alemán «Die psychogene Sehstörung in psychoanalytischer Auffassung») es un artículo escrito por Sigmund Freud en 1910. 
En este artículo, Freud explora los cambios en la comprensión de las perturbaciones psicógenas de la visión a través del enfoque psicoanalítico, debiéndose tener en cuenta la influencia de los procesos mentales inconscientes, los conflictos entre las pulsiones sexuales y las pulsiones yoicas, y la represión de ciertas representaciones. Estas ideas psicoanalíticas ampliaron la comprensión de las perturbaciones psicógenas de la visión y proporcionaron una visión más sólida y realista de estas condiciones.

## Sobre el escrito
Esta fue una colaboración para una revista médica Ärztliche Standeszeitung en honor a Leopold Kéinigstein, un conocido oftalmólogo vienés y amigo cercano de Freud. En una carta a Sándor Ferenczi (12 de abril de 1910), Freud mencionó que este artículo era simplemente una pieza ocasional sin mucho valor. Sin embargo, hay un párrafo en particular en el que Freud utiliza por primera vez la expresión «pulsiones yoicas» y las relaciona con las pulsiones de autoconservación, atribuyéndoles un papel fundamental en la represión. Además, es destacable que en los párrafos finales del artículo, Freud expresa claramente su creencia en que los fenómenos psíquicos se basan en última instancia en fenómenos orgánicos.

## Contenido
Freud comienza señalando que la ceguera histérica se considera un ejemplo típico de perturbación psicógena de la visión. Tradicionalmente, se creía que esta condición se desarrollaba a través de sugestión hipnótica, donde una persona susceptible al sonambulismo podía ser inducida a creer que no veía con un ojo en particular. Sin embargo, Freud argumenta que esta explicación simplista no aborda completamente la génesis de estas perturbaciones.
Freud sugiere que es necesario recurrir al concepto de lo inconsciente para comprender por qué las representaciones de estar ciego pueden volverse tan intensas que se conviertan en una realidad efectiva. A través de experimentos adecuados, Freud y sus colegas descubrieron que los ciegos histéricos pueden tener ciertas consecuencias psíquicas relacionadas con la estimulación del ojo afectado, como provocar afectos, aunque estas nunca se vuelven conscientes. Esto llevó a Freud a postular la existencia de procesos mentales inconscientes y a distinguir entre procesos mentales conscientes e inconscientes.
Freud también discute la relación entre las pulsiones sexuales y las pulsiones yoicas en la génesis de las perturbaciones psicógenas de la visión. Afirma que el conflicto entre estas pulsiones, que tienen objetivos y metas diferentes, puede llevar a la represión de ciertas representaciones y a la aparición de síntomas neuróticos. En el caso de la perturbación psicógena de la visión, las representaciones asociadas con la pulsión sexual de ver pueden entrar en conflicto con las pulsiones yoicas, lo que resulta en la represión y la pérdida de conciencia de estas representaciones.